# ۸۳۷ (قمری)
۸۳۷ (قمری)، هشتصد و سی و هفتمین سال در گاهشماری هجری قمری است. اول محرم این سال برابر با بیست و هفتم اوت سال ۱۴۳۳ میلادی است.